# Rheum nanum
Rheum nanum là một loài thực vật có hoa trong họ Rau răm. Loài này được Siev. ex Pall. miêu tả khoa học đầu tiên năm 1796.